# Centre for Applied Nonviolent Action and Strategies
Das Centre for Applied Nonviolent Action and Strategies, kurz CANVAS, deutsch Zentrum für angewandte gewaltlose Aktion und Strategien, ist eine Organisation, die sich mit gewaltfreiem Widerstand beschäftigt. Sie bildet weltweit prodemokratische Aktivisten aus.
Die Organisation wurde in Belgrad im Jahre 2004 von Slobodan Djinovic und Srđa Popović gegründet. Vermittelt werden die Erfahrungen von Otpor! und Grundlagen der Gewaltlosigkeit unter anderem nach Gene Sharp. Mohamed Adel, Mitbegründer der Jugendbewegung des 6. April in Ägypten, bekam im Juli 2010 in Belgrad einen Kurs.
Zu den Publikationen der Organisation zählt der Ratgeber Nonviolent struggle - 50 crucial points und der Dokumentarfilm Bringing down Serbia’s dictator. Ferner wurde eine Computersimulation als Spiel entwickelt.
Die Finanzierung von CANVAS erfolgt durch das Ausland, insbesondere aus US-amerikanischen Quellen. Die amerikanische Nichtregierungsorganisation Freedom House unter der Leitung des ehemaligen CIA-Direktors James Woolsey bildet Trainer aus und finanziert „Aktivistencamps“. Zu den weiteren Sponsoren zählt das Open Society Institute von George Soros.